# كارل فيربانك
كارل فيربانك (بالإنجليزية: Karl Fairbank)‏ هو لاعب دوري الرغبي بريطاني، ولد في 1 يونيو 1963.